# Fürsorgediktatur
Der Neologismus Fürsorgediktatur ist ein Ansatz des Historikers Konrad Jarausch, den Charakter der Deutschen Demokratischen Republik (DDR) sowohl hinsichtlich ihres emanzipatorischen Anspruches als auch hinsichtlich ihrer stalinistischen Praxis mit einem Begriff vereinend zu umschreiben. Der mittlerweile zum politischen Schlagwort gewordene Begriff versucht sich von einer Verdammung der DDR als Unrechtsstaat und zugleich von einer Verklärung der DDR abzusetzen.